# 吕兹雷
吕兹雷（法語：Luzeret，法語發音：[lyzʁɛ]）是法国安德尔省的一个市镇，位于该省西南部，属于勒布朗区。

## 地理
吕兹雷（46°32'30"N, 1°23'32"E）面积26.78 平方千米，位于法国中央-卢瓦尔河谷大区安德尔省，该省份为法国中部省份，北起卢瓦-谢尔省，西北接安德尔-卢瓦尔省，西南接维埃纳省，南至克勒兹省和上维埃纳省，东临谢尔省。
与吕兹雷接壤的市镇（或旧市镇、城区）包括：乌尔什、普里萨克、里瓦雷讷、萨谢尔热圣马尔坦、特奈、维古。

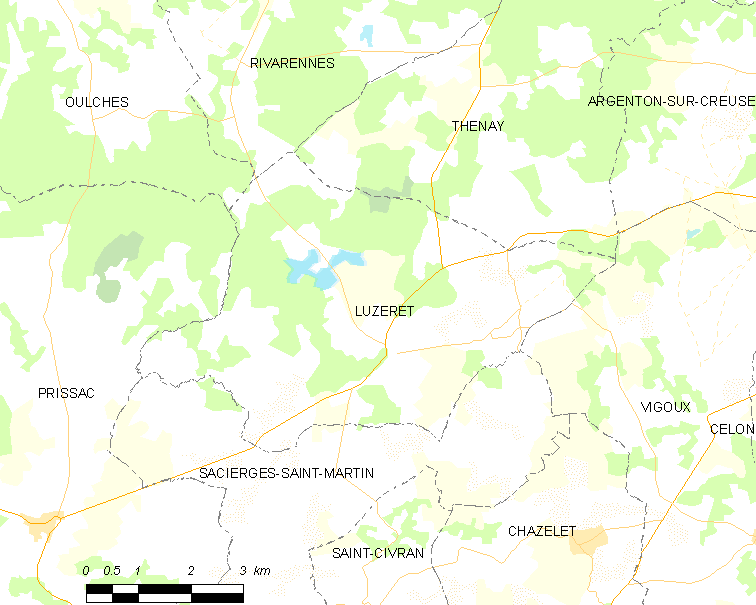
吕兹雷的OSM定位图

吕兹雷的时区为UTC+01:00、UTC+02:00（夏令时）。

## 行政
吕兹雷的邮政编码为36800，INSEE市镇编码为36106。

## 政治
吕兹雷所属的省级选区为圣戈捷县。

## 人口

1962-2008年间吕兹雷人口变化图示

吕兹雷于2022年1月1日时的人口数量为155人。